# Binsey
Binsey – wieś w Anglii, w hrabstwie Oxfordshire, w dystrykcie Oksford. Leży 4 km na północny zachód od Oksfordu i 86 km na zachód od Londynu. W 1921 roku civil parish liczyła 63 mieszkańców.